# ベスト! モーニング娘。2
『ベスト! モーニング娘。2』（ベスト!モーニングむすめ。ツー）は、2004年3月31日にアップフロントワークス（zetimaレーベル）から発売されたモーニング娘。の2ndベストアルバム。

## 概要
- 21世紀に入ってから発売された「ザ☆ピ〜ス!」から「愛あらばIT'S ALL RIGHT」までの全シングルA面と「ザ☆ピ〜ス!」に収録された「でっかい宇宙に愛がある」、初収録の新曲の計12曲という、ほぼ前作と同じ流れになっている。
- 3作連続だったオリコン1位は宇多田ヒカル、L'Arc〜en〜Ciel、大塚愛に阻まれ逃した。
- 「モーニング娘。のひょっこりひょうたん島」を除く全曲をつんくが作詞作曲している。

## 収録曲

### CD
1. Go Girl 〜恋のヴィクトリー〜 (4:08)
作詞：つんく / 作曲：つんく / 編曲：鈴木Daichi秀行
20thシングル。
2. Do it! Now (4:24)
作詞：つんく / 作曲：つんく / 編曲：鈴木Daichi秀行
15thシングル。後藤真希ラスト参加。
6期メンバーオーディションダンス課題曲。
3. ここにいるぜぇ! (4:26)
作詞：つんく / 作曲：つんく / 編曲：鈴木Daichi秀行 / ストリングスアレンジ：弦一徹
16thシングル。
4. 愛あらばIT'S ALL RIGHT (4:34)
作詞：つんく / 作曲：つんく / 編曲：小西貴雄
21stシングル。安倍なつみラスト参加。
5. ザ☆ピ〜ス! (5:15)
作詞：つんく / 作曲：つんく / 編曲：ダンス☆マン / ブラスアレンジ：川松久芳
12thシングル。初代リーダー中澤裕子卒業後初のシングル。
6. Mr.Moonlight 〜愛のビッグバンド〜 (4:03)
作詞：つんく / 作曲：つんく / 編曲：鈴木俊介 / ブラスアレンジ：小林正弘
13thシングル。5期メンバー（高橋愛、紺野あさ美、小川麻琴、新垣里沙）初のシングル。
7. シャボン玉 (4:06)
作詞：つんく / 作曲：つんく / 編曲：高橋諭一 / ブラス&ストリングスアレンジ：河野伸
19thシングル。6期メンバー（藤本美貴、亀井絵里、道重さゆみ、田中れいな）初のシングル。
8. そうだ! We're ALIVE (4:55)
作詞：つんく / 作曲：つんく / 編曲：ダンス☆マン
14thシングル。
2022年、米津玄師が「KICK BACK」で、曲の一部をサンプリングした[2]。
9. AS FOR ONE DAY (4:17)
作詞：つんく / 作曲：つんく / 編曲：鈴木Daichi秀行 / ストリングスアレンジ：弦一徹
18thシングル。保田圭ラスト参加。
10. モーニング娘。のひょっこりひょうたん島 (3:24)
作詞：井上ひさし、山元護久 / 作曲：宇野誠一郎 / 編曲：小西貴雄
17thシングル。モーニング娘。史上初のカヴァー曲である。
11. でっかい宇宙に愛がある (5:57)
作詞：つんく / 作曲：つんく / 編曲：鈴木俊介
12thシングル「ザ☆ピ〜ス!」収録曲。2001年-2002年の24時間テレビの公式テーマソング。
12. YAH! 愛したい! (3:15)
作詞：つんく / 作曲：つんく / 編曲：鈴木Daichi秀行 / ブラスアレンジ：川松久芳
新曲。日本テレビ系列『ティンティンTOWN!』内アニメ「リリパット王国」主題歌。卒業メンバーを含む（ハロー!プロジェクト離脱者と中澤裕子は除く）総勢17名が参加している。

## 参加メンバー
- 1期：飯田圭織、安倍なつみ
- 2期：保田圭、矢口真里
- 3期：後藤真希
- 4期：石川梨華、吉澤ひとみ、辻希美、加護亜依
- 5期：高橋愛、紺野あさ美、小川麻琴、新垣里沙
- 6期：藤本美貴、亀井絵里、道重さゆみ、田中れいな